# B61
Jaderná puma B61 je jadernou verzí svého konvenčního protějšku BLU-113.
Jedná se o termonukleární zbraň, která byla vytvořena v Národní laboratoři Los Alamos pod názvem 1 TX-61 v roce 1963. Od roku 1968 je označována současným názvem B61. Puma má široce nastavitelnou sílu od 0,3 do 340 kilotun a její aerodynamický kryt umožňuje, aby byla přepravována v podvěsu nadzvukovými letouny (nebo v pumovnicích stealth bombardérů, jako je B-2 Spirit).
Je dlouhá 3,58 m a na šířku má 33 cm. Hmotnost základní verze je 320 kg, ale může se lišit dle nastavení.
Puma B61 byla vytvořena ve vícero verzích, přičemž její poslední verze B61 Mod 11 je zařazena do kategorie jako hluboko do země pronikající puma, která je schopná zničit i ty nejhlubší a nejodolnější podzemní bunkry, které není možno likvidovat konvenční hlavicí. Tato verze váží 540 kg.
Server globalsecurity.org uvádí že v současnosti mají Spojené státy cca 400 bomb tohoto typu, z nichž polovina, 200 kusů, je rozmístěna v Evropě u spojenců z NATO.